# Kappasoge, Nanjangud
Kappasoge là một làng thuộc tehsil Nanjangud, huyện Mysore, bang Karnataka, Ấn Độ.